# 若昂·古拉特
若昂·贝尔希奥·马克斯·古拉特（葡萄牙語：João Belchior Marques Goulart，1919年3月1日—1976年12月6日），巴西政治家。於1956年成為巴西副總統，1961年成為巴西總統，直至1964年在軍事政變被推翻為止。他是巴西歷史上少數的幾位左派總統。
他生于南里约格朗德圣博尔雅市的富有牧场主家庭。早年丧父，大学毕业后在家经营牧场。1945年认识瓦加斯，1946年加入巴西工党，并被选为圣博尔雅市党部主席。1950年当选为联邦众议员。1953年被任命为瓦加斯政府的劳工、工业、商业部长。1954年为工党主席。1955年、1960年两度当选为副总统。1961年8月率巴西贸易代表团访问中华人民共和国。同年9月就任巴西总统。执政期间，实行较为独立自主的外交政策，提出包括土地改革在内的社会经济改革计划。1964年3月布朗库发动军事政变。他逃到乌拉圭定居，后在北阿根廷去世。
| 官衔                   | 官衔                      | 官衔                      |
| ---------------------- | ------------------------- | ------------------------- |
| 前任： 卡費·菲爾霍     | 巴西副總統 1956年－1961年 | 繼任： 若澤·馬利亞·奥克明 |
| 前任： 雅尼奧·夸德羅斯 | 巴西總統 1961年－1964年   | 繼任： 拉涅里·馬兹利      |